# Herbert Simone Paragnani
Herbert Simone Paragnani (Roma, 15 maggio 1968) è uno sceneggiatore e regista italiano.

## Biografia
Debutta nel 1994 firmando insieme ai Manetti Bros. la sceneggiatura di Consegna a domicilio, uno degli episodi del film collettivo De Generazione. Dal 1997 scrive per la televisione, firmando puntate di serie come Lui e lei, Lezioni di guai e Don Matteo, L'ispettore Coliandro, numerose stagioni della soap opera di Rai 3 Un posto al sole, e il film tv Cornetti al miele.
Nel 2005 scrive e dirige l'episodio pilota della versione italiana della sit-com spagnola 7 vidas, che viene acquistato dalla Rai e messo in produzione con il titolo 7 vite; in seguito abbandona il progetto. 
Nel 2006 si occupa del soggetto di serie del nuovo telefilm italiano I Cesaroni, esperimento di lunga serialità di Mediaset, di cui firma anche alcune sceneggiature.
Parallelamente al suo impegno come sceneggiatore, inizia a dirigere cortometraggi come Kilokalorie e Appuntamento al buio; quest'ultimo vince il primo premio al N.I.C.E. 2002-2003 di New York & San Francisco, e viene mandato in onda più volte nel contenitore Corto 5, su Canale 5.
Per la rete satellitare Fox scrive e dirige l'episodio pilota della serie Donne assassine.
È finalista del "Premio Leo Benvenuti", sezione del Premio Solinas 2007, con la sceneggiatura L'incredibile ritorno degli indiani metropolitani, tratta da un suo soggetto originale e scritta a quattro mani con Valerio Cilio.
Insieme a Luca Biglione firma la sceneggiatura del film tv Non smettere di sognare.
Nel 2009 gira la sua opera prima Una canzone per te, con Emanuele Bosi, Michela Quattrociocche, Agnese Claisse e Martina Pinto, nelle sale nel 2010. Grazie alla collaborazione con MTV Italia, nella colonna sonora del film, accanto a brani di autori quali Cat Stevens, Ramones, Stranglers e P.F.M. si possono ascoltare pezzi di giovani musicisti italiani, tra cui Lost, Zero Assoluto, L'Aura e Sonohra.
Nel 2011 sviluppa un soggetto di Massimiliano Bruno, Buongiorno papà in una sceneggiatura che Edoardo Leo inizia a girare a settembre 2012 per la Italian International Film. Il film, interpretato da Raoul Bova, Rosabell Laurenti Sellers, Marco Giallini, Nicole Grimaudo, oltre che dallo stesso Edoardo Leo, esce nelle sale il 15 marzo del 2013 distribuito da Medusa.
Nel 2016 scrive insieme a Gianni Corsi e Massimiliano Bruno soggetto e sceneggiatura del film Beata ignoranza, diretto da Massimiliano Bruno; il film ottiene una candidatura ai Nastri d'argento 2017 nella categoria miglior soggetto.
Nel 2018 scrive soggetto e sceneggiatura di Modalità aereo insieme a Paolo Ruffini e Fausto Brizzi, per la regia di quest'ultimo.
Nel 2019 cura l'adattamento cinematografico del romanzo Se mi vuoi bene, di Fausto Brizzi, firmando la sceneggiatura, oltre che con lo stesso regista, con Mauro Uzzeo e Martino Coli. 
Nel 2020 gira il suo secondo film da regista, Io e Angela, una black-comedy con protagonisti Ilenia Pastorelli e Pietro Sermonti e Saverio Raimondo. 
Nel 2021 torna a collaborare con Fausto Brizzi, sceneggiando con lui, Mauro Uzzeo e Paola Mammini il film per famiglie Bla Bla Baby.
Dal 2017 al 2022 è stato docente di sceneggiatura presso il Laboratorio d'Arti Sceniche di Massimiliano Bruno. 
Scrive Quasi Orfano il remake del film Ti ripresento i tuoi di Dany Boon, diretto da Umberto Carteni con Riccardo Scamarcio e Vittoria Puccini, prodotto da Rodeo Drive e RaiCinema e distribuito da 01 nelle sale dal 6 Ottobre 2022. 
Nel 2022 partecipa alla scrittura di due episodi, diretti da Massimiliano Bruno ed Edoardo Leo per i film I migliori giorni ("Capodanno") e I peggiori giorni ("Halloween"), prodotti da IIF distribuiti da Vision al cinema rispettivamente il 1º gennaio e 14 agosto 2023. Lavora con Bruno anche alla sceneggiatura di Non ci resta che il crimine - La serie, trasmesso su Sky a dicembre dello stesso anno.
Parallelamente inizia a occuparsi di produzione con la On Production, curando a tutto tondo il docufilm Adesso Vinco Io, sulla vita di Marcello Lippi. Scrive insieme a Umberto Carteni, dirige con Paolo Geremei e produce insieme allo stessi Carteni e a Francesco Palazzi per On e a Davide Tovi e a Giuseppe Manzi per Master Five Cinematografica. Il film, prodotto anche da RaiCinema, dopo un'anteprima al 23° Torino Film Festival, entra nella selezione ufficiale dei Nastri d'Argento (cinema del reale) ed esce nelle sale cinematografiche italiane per tre giorni, il 26/27/28 Febbraio 2024.

## Filmografia

### Sceneggiatore cinema
- Consegna a domicilio, regia dei Manetti Bros., episodio del film De Generazione (1994)
- Kilokalorie, regia di Herbert Simone Paragnani  - cortometraggio (2001)
- Appuntamento al buio, regia di Herbert Simone Paragnani - cortometraggio (2002)
- Donne assassine, regia di Herbert Simone Paragnani, Francesco Patierno e Alex Infascelli (2008)
- Una canzone per te, regia di Herbert Simone Paragnani (2010)
- Buongiorno papà, regia di Edoardo Leo (2013)
- Beata ignoranza, regia di Massimiliano Bruno (2017)
- Modalità aereo, regia di Fausto Brizzi (2019)
- Se mi vuoi bene, regia di Fausto Brizzi (2019)
- Io e Angela, regia di Herbert Simone Paragnani (2021)
- Bla Bla Baby, regia di Fausto Brizzi (2022)
- Quasi Orfano, regia di Umberto Carteni (2022)
- I migliori giorni, regia di Massimiliano Bruno ed Edoardo Leo (2023)
- I peggiori giorni, regia di Massimiliano Bruno ed Edoardo Leo (2023)
- Adesso Vinco Io, regia di Herbert Simone Paragnani e Paolo Geremei (2024)

### Sceneggiatore televisione
- Non ci resta che il crimine - La serie, regia di Massimiliano Bruno e Alessio Maria Federici (2023)

### Regista
- Kilokalorie (2001) - Cortometraggio
- Appuntamento al buio (2002) - Cortometraggio
- Donne assassine - Episodio Veronica (2008)
- Una canzone per te (2010)
- Io e Angela (2021)
- Adesso vinco io (2024)

## Riconoscimenti
- Candidatura al Torino Film Festival 2002 come miglior cortometraggio per Appuntamento al buio
- Premio “Città di Firenze” N.I.C.E. 2002-2003 per Appuntamento al buio
- Candidatura al Nastro d'argento 2017 come miglior soggetto per Beata ignoranza